# Carl Gustaf Schultz von Ascheraden
Baron Carl Gustaf Schultz von Ascheraden (ur. 29 lipca 1743 w Zirkowie (wyspa Rugia), zm. 1798) – szwedzki dyplomata.

## Życiorys
Urodzony w 1743 roku jako syn barona Carla Ludwiga von Ascheraden i baronówny Christiany Ulriki Marschalck.
Od 9 roku życia (sic!) służył w armii. W 1775 doszedł do rangi kapitana. W roku 1781 wystąpił z armii.
Od 1783 roku do 18 czerwca 1787 poseł nadzwyczajny i minister pełnomocny w Hadze. 
W listopadzie 1784 roku rozpoczął z Holendrami rozmowy w sprawie zawiązania ewentualnego sojuszu holendersko-szwedzkiego. W zamian za pomoc militarną, Holandia miała wypłacać Szwedom subsydia. 
W 1787 roku został przeniesiony na placówkę dyplomatyczną w Paryżu, by wspomóc ambasadora Erika Magnusa Staël von Holstein Do stolicy Francji przybył w początkach października 1787 roku. 